# 安德鲁·克罗斯比
安德鲁·克罗斯比（英語：Andrew Crosby，1965年11月5日—），加拿大男子赛艇运动员。他曾代表加拿大参加1988年、1992年和1996年夏季奥林匹克运动会赛艇比赛，其中1992年奥运会获得一枚金牌。